# Julie Sweet
Julie Terese Sweet (nata Spellman; Tustin, 12 luglio 1966) è una dirigente d'azienda e avvocata statunitense, chairman e chief executive officer (CEO) di Accenture, una multinazionale di servizi professionali.
Il New York Times e Fortune l'hanno nominata tra le donne più potenti dell'America aziendale.

## Biografia
Sweet è cresciuta a Tustin, in California, e sin da giovane è stata un'ottima oratrice nei discorsi e dibattiti alla Tustin High School.  Ha studiato al Claremont McKenna College e si è laureata in giurisprudenza alla Columbia Law School.

## Carriera
Ha iniziato a lavorare come avvocato presso lo studio legale Cravath, Swaine & Moore lavorandovi per 17 anni, di cui 10 come partner.  Sweet è stata la nona donna a diventare partner dello studio.  Si è occupata di finanziamenti, fusioni e acquisizioni e consulenza aziendale generale.
Accenture ha assunto Sweet come consigliere generale nel 2010.  Nel 2015 è diventata CEO di Accenture per la market unit Nord America, il principale mercato dell'azienda. Fin dall'inizio della sua carriera in Accenture, ha fatto parte del comitato di gestione globale sviluppando la strategia di fusioni e acquisizioni di Accenture insieme all'allora CEO Pierre Nanterme.
Sweet è stata nominata CEO dell'azienda a partire da settembre 2019, sostituendo l'amministratore delegato ad interim David Rowland, diventando così la prima donna a ricoprire tale posizione. Al momento della sua nomina, la società era una delle 27 aziende leader nell'indice S&P 500  e lei la 15a donna CEO tra le società presenti nella categoria Fortune Global 500. Nel settembre 2021 ha inoltre assunto il ruolo di Chair di Accenture.
Sostiene fortemente la diversità, l'inclusione e la parità di genere sul posto di lavoro, definendo l'obiettivo in Accenture di avere uno staff equamente rappresentato da uomini e donne entro il 2025; nel 2019, il 42% del personale di Accenture era composto da donne. È stata nominata tra i primi CEO per la diversità dal sito web Comparably nel 2019 e ha chiesto inoltre di affrontare il divario di competenze negli Stati Uniti e ha sostenuto il movimento nazionale per l'apprendistato. Ha partecipato al New Rules Summit del New York Times.
Oltre al suo lavoro in Accenture, ha fatto parte dei consigli di amministrazione di Catalyst, del World Economic Forum, del Business Roundtable dove presiede il Technology Committee, del Center for Strategic & International Studies e la Marriott Foundation for People with Disabilities – Bridges from School to Work, a partire dal 2022. 
Il New York Times l'ha nominata "una delle più importanti business woman in America" nel 2019. La rivista Fortune l'ha inclusa nella top 10 della lista "Most Powerful Women” sin dal 2016, raggiungendo il 1º posto nel 2020, il 3° nel 2021 e il 2° nel 2022  e nel 2023. 
Forbes l'ha nominata al 9º posto nella lista "Most Powerful Women" nel 2022. 
Fortune ha inoltre dichiarato che "ha guidato oltre mezzo milione di dipendenti di Accenture in 51 paesi durante la pandemia, una crisi che ha reso le competenze dell’azienda più essenziali che mai". 

## Vita privata
Sweet è sposata con Chad Creighton Sweet, che è stato il presidente della campagna elettorale del repubblicano Ted Cruz per la campagna presidenziale del 2016 di Cruz. Ha due figlie. Vivono a Bethesda, nel Maryland.